# Swivel
La cosiddetta tecnica dello swivel è una tecnica usata dai batteristi di metal estremo che permette di raggiungere velocità molto elevate con il doppio pedale/cassa. Mentre si batte il pedale con il piede si gira a destra e a sinistra la caviglia (seguendo un movimento spontaneo della caviglia stessa) senza staccare la punta dal pedale. Su questo movimento poi si possono alternare i movimenti destra-sinistra (es.due volte a destra e due a sinistra). Il movimento, molto simile al gioco di up-downstroke delle braccia, per aumentare la regolarità sfruttando gli accenti ed un movimento forzato seguito da uno rilassato, permette al piede di seguire spontaneamente il tempo, spostando la forza del colpo sul movimento laterale, e non sulla caviglia, evitando inutili sforzi e mantenendo rilassate le gambe mentre si eseguono tappeti di doppiopedale a tempi molto veloci. Uno dei batteristi che più usa questa tecnica è George Kollias, batterista dei Nile, che sfrutta il movimento per restare fisso ed indipendente con i piedi su un tappeto di doppia cassa. Il movimento deve essere, spontaneo, e deriva spontaneamente dalla tendenza al fare movimenti laterali man mano che la velocità aumenta.